# Amstel Gold Race 2001
L'Amstel Gold Race 2001, trentaseiesima edizione della corsa, valida come prova della Coppa del mondo di ciclismo su strada, si svolse il 28 aprile 2001 su un percorso di 254,6 km, con partenza ed arrivo a Maastricht. Fu vinta dall'olandese Erik Dekker, che terminò in 6h 39' 13".
Alla partenza erano presenti 190 ciclisti, dei quali 37 completarono la gara.

## Squadre partecipanti
| N.      | Cod. | Squadra                          |
| ------- | ---- | -------------------------------- |
| 1-8     | TEL  | Team Deutsche Telekom            |
| 11-18   | RAB  | Rabobank                         |
| 21-28   | LOT  | Lotto-Adecco                     |
| 31-38   | FAS  | Fassa Bortolo                    |
| 41-48   | MAP  | Mapei-Quick Step                 |
| 51-58   | DFF  | Domo-Farm Frites                 |
| 61-68   | COF  | Cofidis, le Crédit par Téléphone |
| 71-78   | ONC  | ONCE                             |
| 81-88   | LIQ  | Liquigas-Pata                    |
| 91-98   | USP  | US Postal Service                |
| 101-108 | MER  | Mercatone Uno-Stream TV          |
| 111-118 | SAE  | Saeco Macchine per Caffè         |
| 121-128 | CST  | CSC-WorldOnline                  |

| N.      | Cod. | Squadra                      |
| ------- | ---- | ---------------------------- |
| 131-138 | TAC  | Tacconi Sport-Vini Caldirola |
| 141-148 | LAM  | Lampre-Daikin                |
| 151-158 | C.A  | Crédit Agricole              |
| 161-168 | FES  | Festina-Lotus                |
| 171-178 | KEL  | Kelme-Costa Blanca           |
| 181-188 | COA  | Team Coast                   |
| 191-198 | MER  | Mercatone Uno-Stream TV      |
| 201-208 | ALS  | Alessio                      |
| 211-218 | BBT  | Bankgiroloterij-Batavus      |
| 221-228 | COS  | Collstrop-Palmans            |
| 231-238 | FAK  | Team Fakta                   |
| 241-248 | TCL  | Team Cologne                 |

## Ordine d'arrivo (Top 10)
| Pos. | Corridore         | Squadra       | Tempo    |
| ---- | ----------------- | ------------- | -------- |
| 1    | Erik Dekker       | Rabobank      | 6h39'13" |
| SQ   | Lance Armstrong   | US Postal     | s.t.     |
| 3    | Serge Baguet      | Lotto-Adecco  | a 17"    |
| 4    | Markus Zberg      | Rabobank      | s.t.     |
| 5    | Johan Museeuw     | Domo-Farm Fr. | s.t.     |
| 6    | Peter Van Petegem | Mercury       | a 20"    |
| 7    | Michele Bartoli   | Mapei         | s.t.     |
| 8    | Davide Rebellin   | Liquigas-Pata | s.t.     |
| 9    | Michael Boogerd   | Rabobank      | s.t.     |
| 10   | Chris Peers       | Cofidis       | s.t.     |